# Zielitz
Zielitz är en kommun och ort i Landkreis Börde i förbundslandet Sachsen-Anhalt i Tyskland.
Kommunen bildades den 1 januari 2010 genom en sammanslagning av de tidigare kommunerna Born, Hillersleben ochNeuenhofe.
Kommunen ingår i förvaltningsgemenskapen Elbe-Heide tillsammans med kommunerna AngernBurgstall, Burgstall, Colbitz, Loitsche-Heinrichsberg, Rogätz och Westheide.